# オンナnoミカタ
オンナnoミカタは、NHKラジオ第1で2015年2月11日から不定期に放送されているラジオ番組。MCは、ブルボンヌ、村上由利子（第2回から。第1回はナビゲーターとして出演。）。第1回のみ山田亜樹もナビゲーター役で参加していた。庄司智春（品川庄司）がオトコ代表としてレギュラー出演していた（第4回まで）。
第1回 2015年2月11日 恋も仕事もプライドも覚悟を決めてオンナの本音ぶっちゃけます! 第1部性と制度の狭間に生きるオンナ達、第2部お母さん、私の人生で生きなおしをしないで
出演、湯山玲子、千田有紀（以上第1部）、田房永子、伊藤比呂美、高橋リエ（以上第2部）
第2回 2015年9月22日
出演、中村うさぎ、川添裕子、大塚ひかり、水島広子
第3回 2015年11月3日 恋愛したい!アラフォー独女の処方箋
出演、植木理恵、森田豊、牛窪恵
第4回 2016年2月11日 めざせオンナの“フューチャー・ワークライフバランス”
出演、小島慶子、田中俊之、白川桃子
第5回 2016年9月22日 アラフォー女子の身体SOS! レスキュー大作戦!
出演、小島慶子、班目健夫、藤田紘一郎
第6回 2016年11月3日 あきらめないで!アラフォー女子の必勝モテ講座!
出演、小島慶子、橘つぐみ、植草美幸
第7回 2016年12月31日 今からでも間にあう アラフォー女子の“尻トレ”美ボディー講座!
出演、倉本康子、松尾タカシ、尾崎優史
第8回 2017年2月11日 女の命!髪のお悩み解消スペシャル
出演、小島慶子、藤田紘一郎、検見﨑里美
第9回 2017年5月4日 アラフォーだからこそ考えたい“エイジレスな生き方”
出演、前田典子